# Батуев, Пётр Николаевич
Пётр Никола́евич Бату́ев (1872— июль 1942, г. Ленинград) — петербургский гражданский инженер.

## Биография
Окончил Алексеевское реальное училище в Екатеринбурге. Учился в Институте гражданских инженеров Императора Николая I (1892—1898). Числился на 22 месте из 66 выпускников по старшинству полученных на выпускном экзамене баллов. Предоставлено при выпуске звание гражданского инженера с правом на чин X класса.
Служил при Техническо-строительном комитете Министерства внутренних дел (1899—1903). Издатель журнала «Домовладелец» (1906—1908), совместно с архитектором А. Ф. Барановским. По проектам П. Н. Батуева в Санкт-Петербурге было построено около 50-и домов.
Пётр Николаевич Батуев в 1910 - 1911 гг. возвёл для себя дом в Санкт-Петербурге на Большой Дворянской улице (ул. Куйбышева, д. 32), в котором жил с женой Ольгой Александровной. 
В советское время Пётр Николаевич жил в Ленинграде по адресу: улица Гончарная, дом 13, квартира № 48. Скончался во время блокады г. Ленинграда в июле 1942 года. Место захоронения неизвестно.

## Проекты и постройки
- Доходный дом (перестройка). Гороховая ул., 23 (1899—1900)[2]
- Доходный дом (перестройка угловой части с включением существующего дома). Большая Московская ул., 12 — Свечной пер., 2 (1899—1900)[2]
- Доходный дом Е. Д. Лабунской. Некрасова ул., 42 (1900)[2]
- Доходный дом (угловая часть — включение существующих строений). Суворовский пр., 29 — Моисеенко ул., 1 — 9-я Советская ул., 10-12 (1900)[2]
- Производственные здания табачной фабрики В. Теншана. Кондратьевский пр., 21 (1900—1901)[2]
- Доходный дом (перестройка). Тверская ул., 27 (1901)[2]
- Доходный дом. Басков пер., 26 (1901—1903)[2]
- Доходный дом М. В. Захарова. Большой Казачий пер., 6 (1901—1903)[2]
- Доходный дом купца С. Т. Семёнова. Греческий пр., 17 (1902)[2]
- Доходный дом (надстройка). Лиговский пр., 94А (1902)[2]
- Здание Мариинско-Сергиевского приюта. Суворовский пр., 39 (1902—1903)[2]
- Доходный дом В. А. Нерослова. Саперный пер., 9 — Митавский пер., 1 (1902—1904)[2]
- Доходный дом. Чкаловский пр., 36 (1903)[5]
- Доходный дом (расширение). Свечной пер., 3 (1903)[2]
- Доходный дом (расширение). Рузовская ул., 25 (1903)[2]
- Доходный дом И. Я. Малкова. Лахтинская ул., 9 (1903—1904)[2]
- Доходный дом (перестройка). Гороховая ул., 73 (1904)[2]
- Доходный дом (включение существовавшего дома). Большой Казачий пер., 8 (1904)[2]
- Доходный дом И. И. Круглова. Невский пр., 147 — Профессора Ивашенцова ул., 1 (1905)[2]
- Доходный дом (перестройка правой части). Римского-Корсакова пр., 113 (1905)[2]
- Доходный дом. Малодетскосельский пр., 5 — Можайская ул., 39 (1906)[2]
- Доходный дом с магазинами. Малый пр. ВО, 31 — 10-я линия ВО, 51 (1906)[2]
- Доходный дом. Лиговский пр., 158 (1906)[2]
- Доходный дом М. Г. Мироненко. Тележная ул., 13 (1906)[2]
- Доходный дом П. Н. Батуева. Полозова ул., 5 (1907)[2]
- Доходный дом А. И. Хертуайнена. 6-я Советская ул., 31 (1908)[2]
- Доходный дом. Суворовский пр., 40 (1908)[2]
- Доходный дом. Суворовский пр., 42 (1908)[2]
- Доходный дом. Кирочная ул., 47 (1908—1909)[2]
- Доходный дом (перестройка и расширение). Большой пр. ПС, 31 (1908—1910)[2]
- Доходный дом А. Е. Длусской. Мытнинская ул., 4 — 3-я Советская ул., 48 (1909)[2]
- Доходный дом П. Н. Батуева. Грибоедова наб.к., 144 (1909)[2]
- Доходный дом В. З. Лейбошица. Пасторова ул., 4 (1909)[2]
- Доходный дом (перестройка). Рузовская ул., 25 (1909)[2]
- Доходный дом. Перекопская ул., 5 (1909, 1912)[2]
- Доходный дом П. Н. Батуева. Куйбышева ул., 32 (1910)[2]
- Доходный дом Т. А. Мироновой. Кронверкская ул., 9 — Мира ул., 1 (1910)[2]
- Доходный дом В. З. Лейбошица. Канонерская ул., 3 (1911)[2]
- Доходный дом В. И. Чулкова. Колпинская ул., 20А — Колпинский пер., 1 — Большая Зеленина ул., 11 (1911)[2]
- Доходный дом. Большая Разночинная ул., 4 (1911)[2]
- Доходный дом М. М. Яловнарова. Витебская ул., 27 (1912)[2]
- Доходный дом. Фонтанки наб., 179 (1912)[2]
- Жилой дом. 15-я линия ВО, 40 — Неманский пер., 1х (1912)[2]
- Доходный дом А. В. Рудниковой. Малый пр. ПС, 40 — Ропшинская ул., 19 (1912)[2]
- Доходный дом. Плуталова ул., 6 (1912)[2]
- Доходный дом И. Я. Малкова. Красного Курсанта ул., 9Б — Малая Гребецкая ул., 8 (1912)[2]
- Доходный дом. Лизы Чайкиной ул., 21 (1912)[2]
- Доходный дом. Чкаловский пр., 26 (1912)[2]
- Доходный дом. Белоостровская ул., 20Б (1914)[2]